# 纳塔莉·海因兹
纳塔莉·海因兹（英語：Natalie Hinds，1993年12月7日—）来自德克萨斯州米德兰，是一名美国女子游泳运动员，主攻自由泳。她于2012年进入佛罗里达大学，并在2012年至2016年期间代表该校校队参加校际比赛。2016年6月，她参加美国奥运游泳选拔赛，但未能入选奥运名单，她也因此一度退役转行。2018年，她在观看美国游泳锦标赛后，决定重返泳池，2021年，她再度参加美国奥运游泳选拔赛，成功取得女子4×100米自由泳接力的奥运资格。